# Abebe Bikila
Abebe Bikila (ge'ez : አበበ ቢቂላ), parfois également retranscrit Abébé Bikila, né le 7 août 1932 à Jato et mort le 25 octobre 1973 à Addis-Abeba, est un athlète éthiopien, spécialiste des courses de fond. Premier médaillé olympique éthiopien, il remporte l'épreuve du marathon aux Jeux olympiques de 1960 et 1964

## Biographie

### La révélation d'un champion hors normes
Abebe Bikila est né le 7 août 1932 — le jour du marathon des Jeux olympiques de Los Angeles — à Jato, un village non loin de Mendida, dans la zone Mirab Shewa de l'actuelle région Oromia. Il est nommé d'après son grand-père qui prend en charge son éducation, son père étant décédé peu avant sa naissance. Il s'engage dans la garde impériale de Haïlé Sélassié en 1957 et obtient le grade de capitaine,.
Il s'entraîne seul pendant deux ans avant d'être repéré en 1959 par les instances éthiopiennes d'athlétisme et Onni Niskanen, membre de la Croix-Rouge et passionné d'athlétisme. Abebe Bikila devient alors moniteur d'éducation physique de la garde impériale et suit un entraînement plus encadré sous la conduite de Niskanen, qui lui fait aussi pratiquer le tennis et le basket-ball pour travailler sa coordination. Dès 1959, sa réputation franchit les frontières de l'Éthiopie. Il aurait couvert le marathon en 2 h 21 min 23 s, mais certains mettent alors en doute cette performance hors normes.
Il est sélectionné pour participer aux Jeux olympiques de Rome en 1960 dans l'épreuve du marathon, en remplacement d'un coureur blessé.
Lors du passage de la visite médicale d'avant course, les pieds d'Abebe Bikila sont l'objet de nombreuses interrogations. Il s'entraînait toujours pieds nus et avait développé une épaisse corne. Lors des entraînements, il avait essayé de mettre des chaussures, mais ses performances étaient alors moins bonnes. Il tente bien de trouver des chaussures à Rome, mais aucune ne convient ; il développe même des ampoules.
En nocturne, il remporte la course pieds nus, en 2 h 15 min 16 s (record du monde) devant le favori marocain, Abdeslam Radi, qui est définitivement décroché au 41e kilomètre. Radi termine à 25 secondes avec 200 mètres de retard sur Abebe Bikila. Juste après la course, il refuse de s'asseoir et de boire, repoussant même la couverture qu'on lui tend pour se protéger du froid. Niskanen l'oblige quand même à boire un verre de Coca-Cola. Modeste, il déclare alors : « Dans la Garde Impériale, il y a beaucoup d'autres coureurs qui auraient pu gagner à ma place. » Il est le premier athlète d'Afrique noire médaillé d'or olympique.

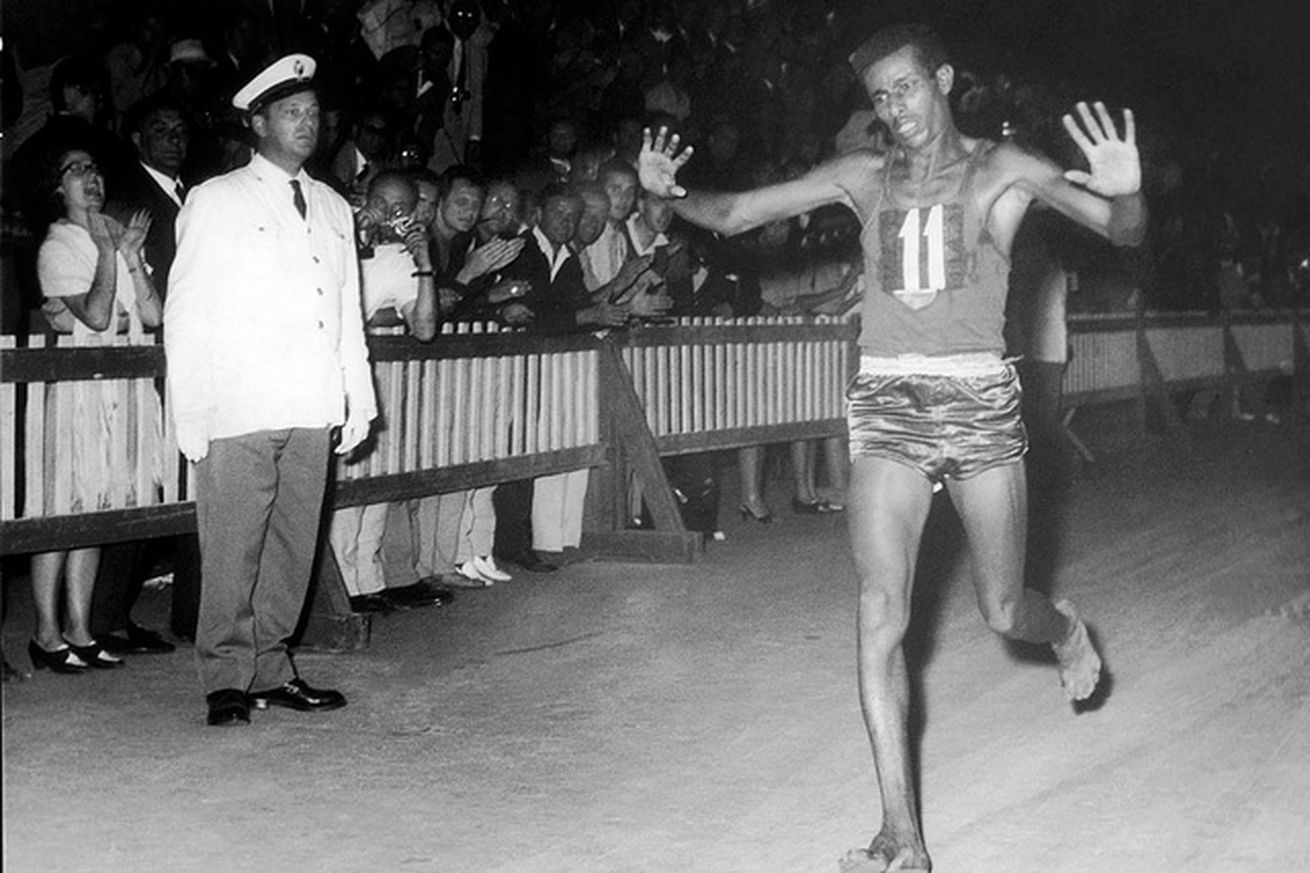
Abebe Bikila finissant le marathon olympique en 1960, à Rome.

Il devient alors un héros national éthiopien. Son accélération réussie près de l'obélisque d'Aksoum et son arrivée à l'arc de Constantin sont aussi un symbole politique, un quart de siècle après l'invasion de l'Éthiopie par l'Italie,,. Sa victoire marque également la montée et la domination future des coureurs de moyenne et longue distance provenant de l'Afrique de l'Est.
Il reçoit une voiture et un appartement en récompense. Impliqué presque malgré lui dans un coup d'État manqué contre l'empereur juste après les Jeux, il est gracié[réf. nécessaire]. Il se consacre alors à son sport et remporte trois marathons. Il termine cinquième au marathon de Boston en 1963 ; c'est le seul échec de sa carrière, durant laquelle il franchit la ligne d'arrivée de treize marathons.

### Un deuxième titre historique

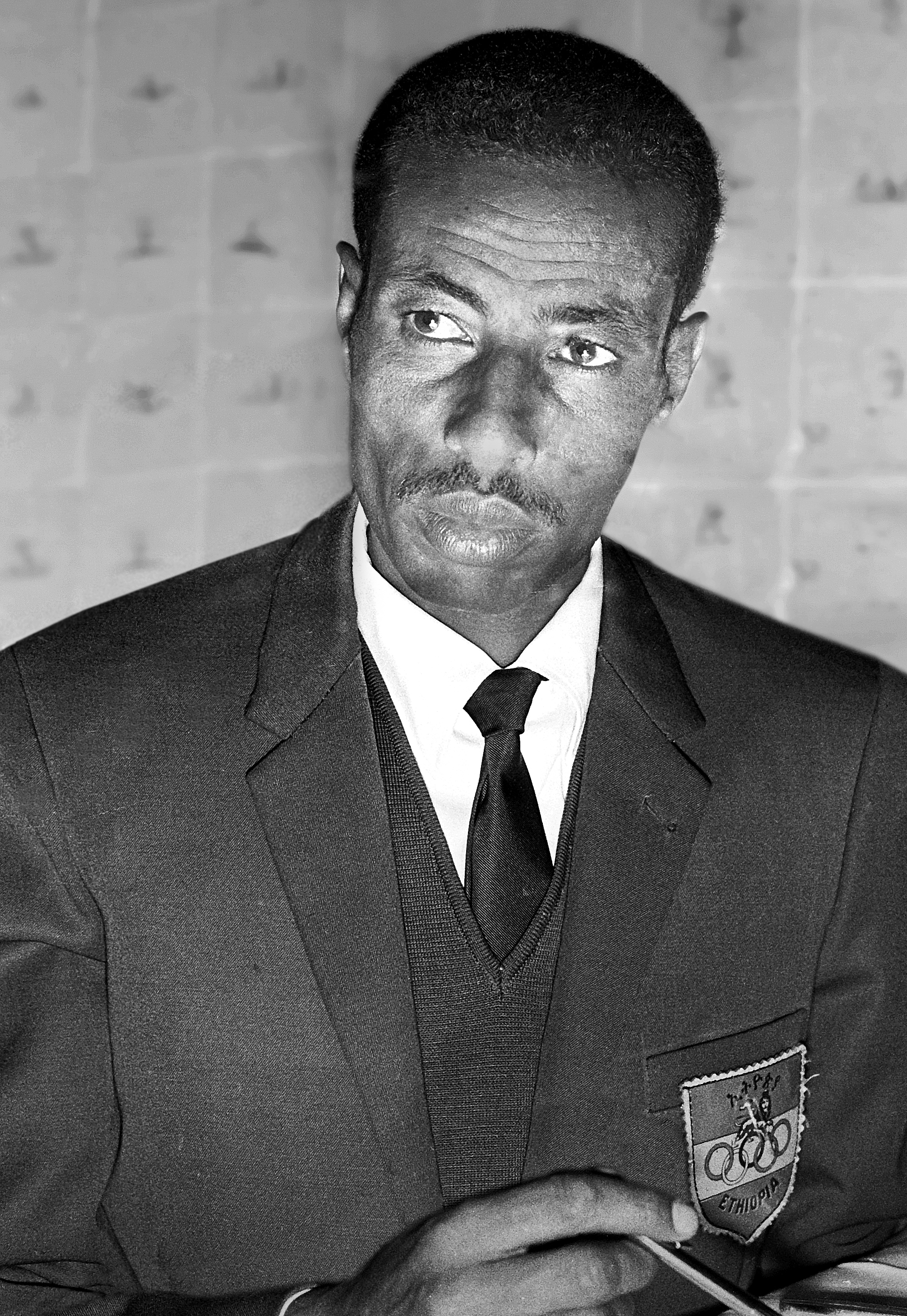
Abebe Bikila en 1968.

Bikila a beaucoup changé entre 1960 et 1964. Il porte désormais des chaussures de marque ASICS, un équipementier japonais qui le rémunère plus ou moins discrètement. Il fait de plus attention à sa tenue et est même devenu un peu coquet.
Quarante jours avant les Jeux olympiques de Tokyo, pendant un entraînement, Abebe ressent une douleur au ventre qu'il essaye de surmonter, jusqu'à son hospitalisation où est diagnostiquée une appendicite aiguë. Il est opéré le 16 septembre 1964, soit 35 jours (ou 40 selon d'autres sources) avant le marathon olympique. Le secret de cette hospitalisation est préservé ; elle n'est dévoilée qu'après la course.
Il termine la course en 2 h 12 min 11 s, nouveau record du monde, plus de quatre minutes avant le suivant. À peine la ligne franchie, il entame une séance d'étirements qui surprend le public, tant il ne paraît pas fatigué. En fait, il cherche à se défaire de débuts de crampes. Il devient alors le premier athlète à remporter le marathon olympique deux fois de suite.
Au Japon, il reçoit en cadeau d'Hailé Sélassié une bague en or, ornée d'un gros diamant, qui disparaît le jour même. La presse et la police japonaises enquêtent sans succès. Trois jours plus tard, une femme de ménage retrouve la fameuse bague… dans le vestiaire d'Abebe Bikila.
De retour en Éthiopie, il est longuement fêté. En 1965, l'émission Les Coulisses de l'exploit lui consacre un sujet réalisé par François Chalais, qui passe trois jours en sa compagnie.

### Fin de carrière

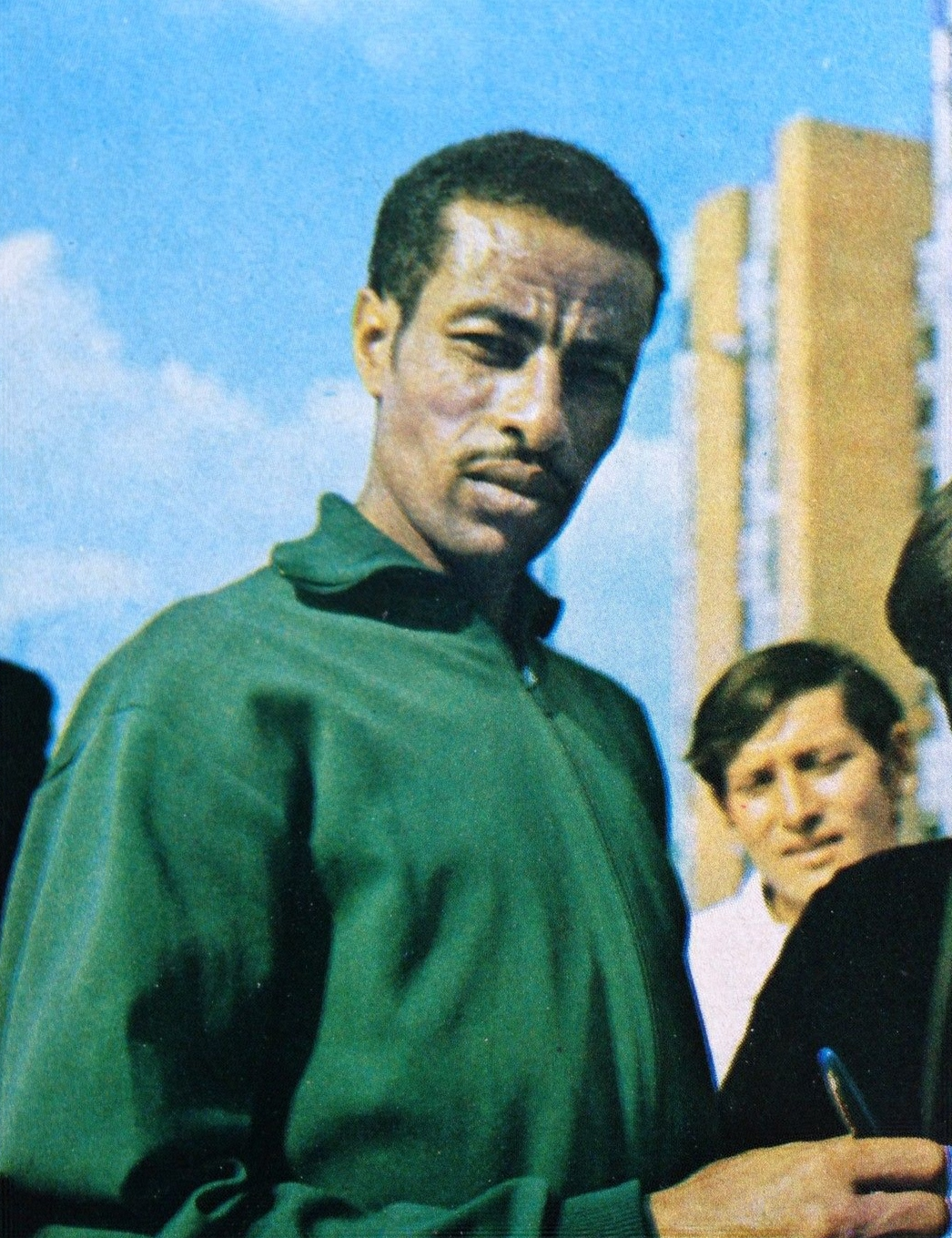
Abebe Bikila en 1972.

Le 30 juillet 1967, une fracture du péroné à l'occasion de son 14e marathon le contraint pour la première fois à l'abandon. Après un traitement en Allemagne, sa blessure le gêne toujours au moment de s'aligner au départ du marathon olympique des Jeux olympiques de Mexico en 1968. Il est dispensé par les organisateurs de passer par les qualifications mais abandonne logiquement peu avant 15 km de course. C'est son dernier marathon, remporté par son compatriote Mamo Wolde.
Il est victime d'un grave accident de voiture sur la route reliant Addis-Abeba à Dessie le 22 mars 1969. Il reste prisonnier de la carcasse de sa Volkswagen Coccinelle toute la nuit . Au petit matin, un berger le découvre et appelle les secours. La nuque brisée, Abebe Bikila est transporté d'urgence à Londres dans l'avion personnel de l'empereur Hailé Sélassié. Il lutte pendant huit mois contre la mort, survit, mais perd l'usage de ses jambes. Il se met alors à la course en fauteuil et au tir à l'arc.
Il reçoit une ovation pleine d'émotion du public du stade olympique de Munich à l'occasion des JO de 1972 où il n'est que simple spectateur.
Il meurt en 1973 d'une hémorragie cérébrale à l'âge de 41 ans, une complication due à son accident. Environ 65 000 personnes assistent à ses obsèques, dont Hailé Sélassié,.

## Hommages

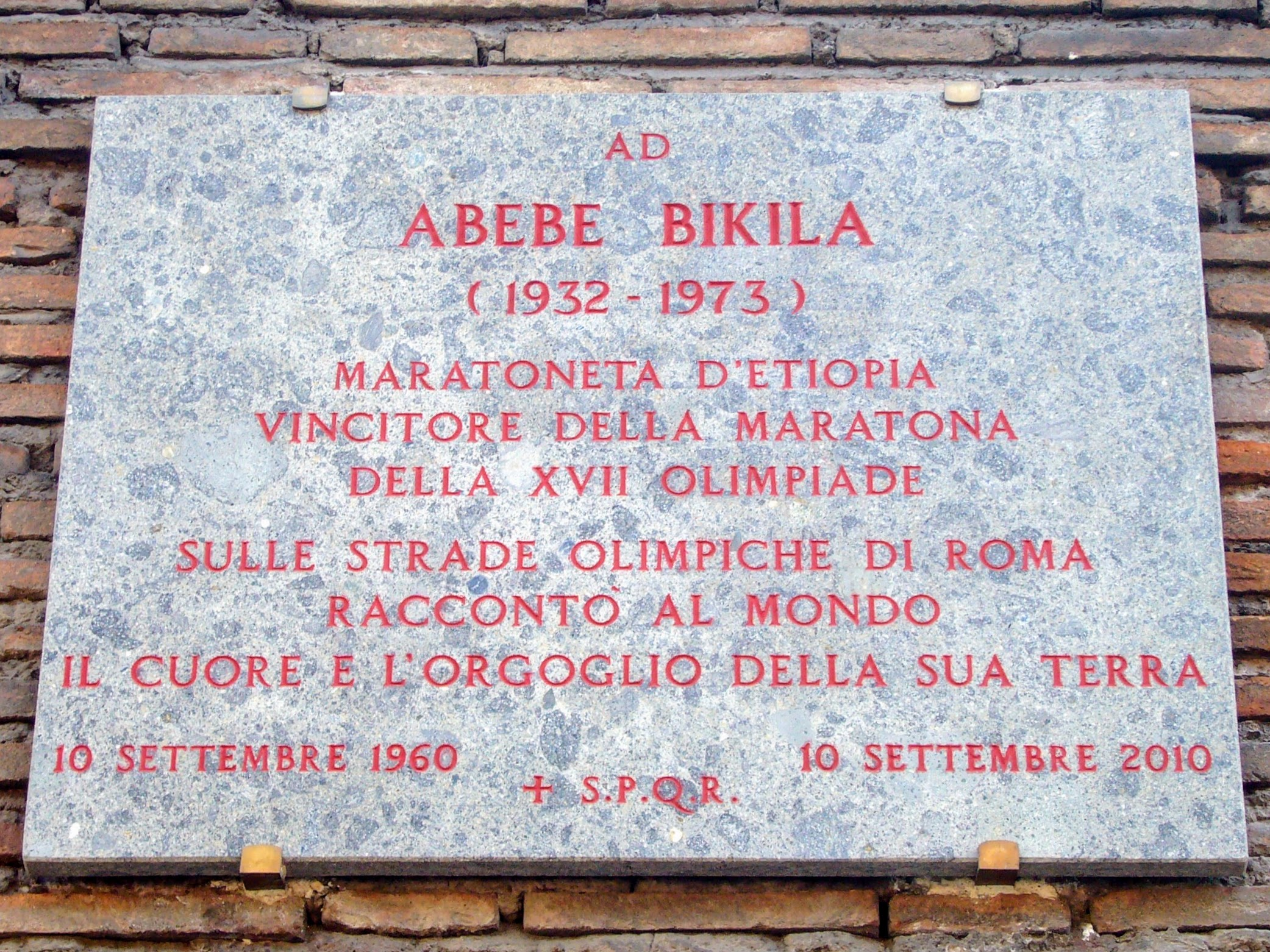
Plaque commémorative à Rome, apposée pour le 50e anniversaire de sa victoire au marathon.

Le stade d'Addis-Abeba, une rue de Saint-Jean dans la Haute-Garonne, d'Amsterdam, de Florence, ainsi que le pont de Ladispoli d'où est parti le marathon olympique de 1960[réf. nécessaire], portent son nom.

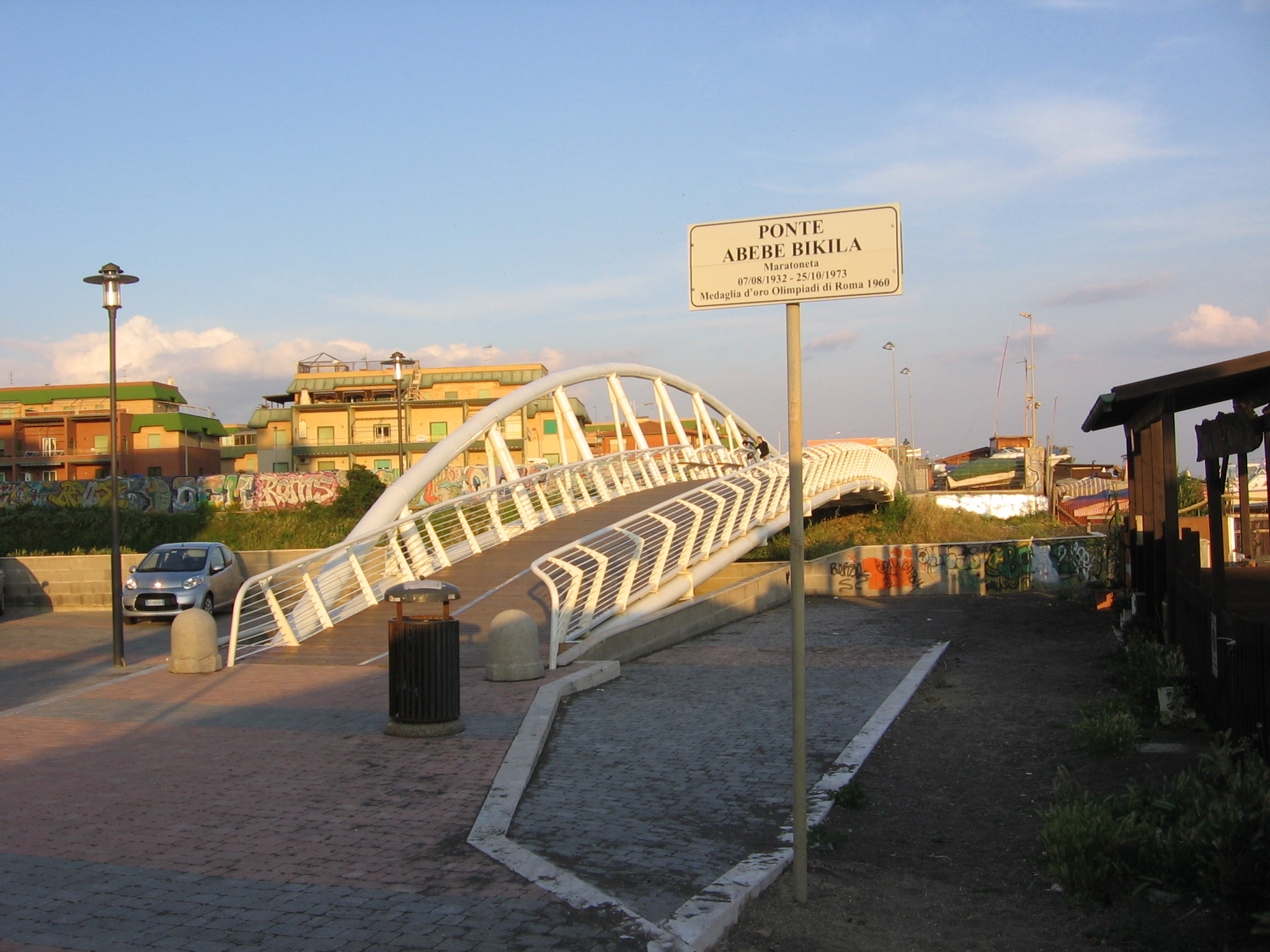
Pont Abebe Bikila à Ladispoli.

Abebe Bikila est le marathonien qui sert de modèle à Dustin Hoffman dans le film Marathon Man (1976) de John Schlesinger. Le film contient des extraits d'images d'archives le montrant en train de courir.
Une exposition lui a été consacrée, en 2008, au Musée national d'Addis-Abeba.
Pour le 50e anniversaire de sa première victoire olympique, le marathon de Rome lui a été dédié. Les premières places, aussi bien pour les hommes que les femmes, ont été remportées par des athlètes éthiopiens, Siraj Gena finissant même les 300 derniers mètres de la course pieds nus.
En mars 2012, Abebe Bikila est l'un des douze premiers athlètes — avec Emil Zátopek, Carl Lewis, Paavo Nurmi ou encore Jesse Owens — présentés au Temple de la renommée de l'IAAF pour ses deux titres olympiques et ses records du monde en marathon.
Un modèle de chaussures de la marque FiveFingers (Vibram) est appelé « Bikila ».
Le livre de Sylvain Coher, Vaincre à Rome, paru aux éditions Actes Sud, relate sous forme d'introspection la course d'Abebe Bikila au marathon de Rome en 1960.
Une statue en bronze est érigée en son honneur au cimetière St Joseph d'Addis Abeba où se trouve sa tombe.

## Palmarès

### Jeux olympiques d'été
- Jeux olympiques d'été de 1960 à Rome (Italie)
  -  Médaille d'or sur le marathon
- Jeux olympiques d'été de 1964 à Tokyo (Japon)
  -  Médaille d'or sur le marathon